# Дом на сваях Хо Ши Мина
Дом на сваях Хо Ши Мина — дом на сваях, в котором жил Хо Ши Мин, президент Вьетнама. Входит в Архитектурный ансамбль мавзолея Президента Хо Ши Мина. Расположен позади Президентского дворца. Дом построен из полированного и лакированного дерева. Раньше на его месте находился одноэтажный дом.

## История строительства
Будучи поборником равноправия, Хо Ши Мин носил одежду из коричневого хлопка и резиновые сандалии, сделанные из покрышек автомобиля, и жил в домике рабочего позади президентского дворца. В 1958 году он навестил бывшую штаб-квартиру сопротивления на северо-западе, где увидел домики на сваях, в которых он провел военные годы. Вернувшись в Ханой, он сказал, что хотел бы построить такой же домик у президентского дворца. Партия поручила разработку проекта архитектору из департамента военного строительства Нгуену Ван Ниню. Прежде чем начать строительство архитектор должен был показать свою работу Хо Ши Мину. Согласно оригинальному дизайну домик включал три комнаты, в том числе и туалет, но Хо Ши Мин желал, чтобы домик походил на настоящий — «Домик на сваях должен иметь только одну или две комнаты, и здесь, конечно же, не должно быть туалета», и архитектор подчинился. Дом был открыт к дню рождения Хо Ши Мина. 17 мая 1958 года Хо Ши Мин переехал в свой домик с двумя комнатами площадью по 10 м² каждая. Здесь он жил и работал оставшиеся 11 лет своей жизни.

## Внутренняя обстановка
Обстановка дома скромная и осталась неизменной со дня смерти Хо Ши Мина в 1969 году. На первом этаже расположен большой зал, в котором проходили заседания политбюро. В центре — длинный стол, окружённый бамбуковыми стульями. Сам Хо Ши Мин любил сидеть в ротанговом кресле, стоящем в левом углу. В другом углу расположены три телефонных аппарата для связи с Политбюро, здесь также можно увидеть стальную каску Хо Ши Мина времён войны. В правом углу стоит аквариум для развлечения пришедших в гости детей. На втором этаже находятся две комнаты — кабинет и спальня Хо Ши Мина. В кабинете из мебели — стол, стул и книжный шкаф, в спальне только кровать и шкаф. Из удобств в домике были лишь: веер из пальмовых листьев, ловушка для москитов, небольшой термос, бутылка воды, радиоприёмник, подаренный вьетнамскими революционерами, и электрический вентилятор, подарок от коммунистической партии Китая. У двери в качестве звонка висел небольшой бронзовый колокольчик. Рядом с домом находится гараж.

## Сад и пруд
К дому ведет мощёная дорожка в окружении манговых деревьев, роз, орхидей и кустов жасмина.
Дом на сваях расположен рядом с красивым прудом, где Хо Ши Мин любил кормить рыбок. Позади дома раскинулся фруктовый сад с редкими цветами и деревьями, присланными в качестве подарка простыми людьми со всего Вьетнама и иностранными делегациями. В частности, здесь растет дерево с молочными плодами, подаренное в 1954 году Хо Ши Мину его южными соотечественниками. Остальные деревья принадлежат более чем к 30 сортам ценных пород.
В 2009 году решением премьер-министра 1272/QĐ-TTg парк получил статус национального памятника особого значения.